# Élections à la Chambre des conseillers du Japon de 2022
Les élections à la Chambre des conseillers du Japon de 2022 (第26回参議院議員通常選挙, dai-nijūgo-kai Sangiin giin tsūjō senkyo, littéralement « 26es élections régulières des membres de la Chambre des conseillers ») ont lieu le 10 juillet 2022 afin de renouveler 124 des 248 sièges de la Chambre des conseillers du Japon.
Le Parti libéral-démocrate du Premier ministre Fumio Kishida conserve sa majorité relative à l'issue de ces élections marquées par l'assassinat de l'ancien chef du gouvernement Shinzō Abe.

## Contexte

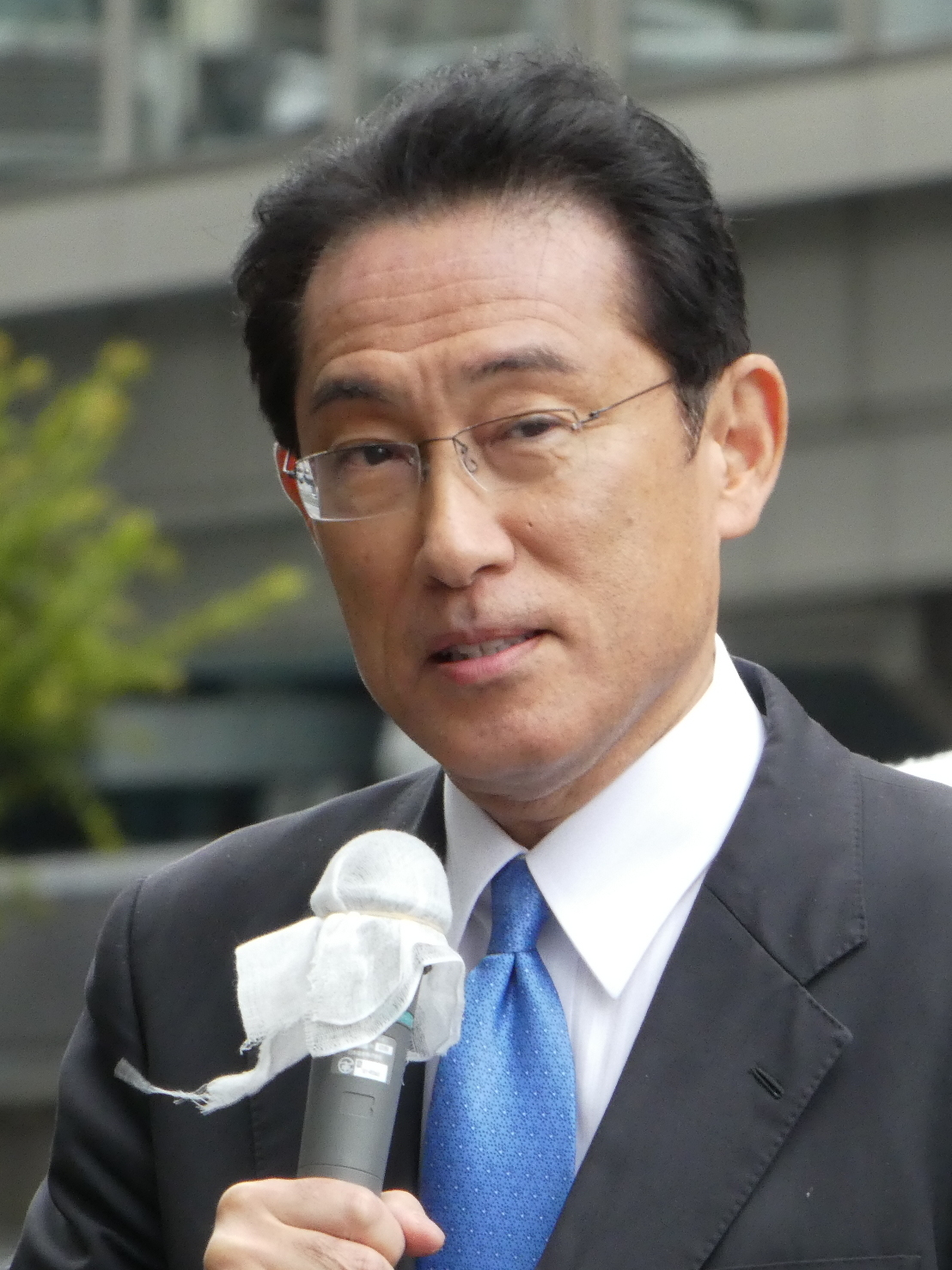
Fumio Kishida

Les élections de juillet 2019 donnent lieu à une victoire en demi teinte du Parti libéral-démocrate (PLD) du premier ministre Shinzō Abe. Le PLD arrive en effet largement en tête, mais essuie un recul qui lui fait perdre la majorité absolue, ainsi qu'avec ses alliés la majorité qualifiée des deux tiers qui lui permettait de mettre en œuvre le projet cher au premier ministre d'amender la constitution.
Shinzo Abe annonce le 28 août 2020 sa démission prochaine pour raisons de santé. Le Premier ministre souffre alors d'une aggravation redoutée de la colite ulcéreuse dont il souffre depuis l'adolescence. Sa démission devient effective après l'élection de son successeur au sein du PLD le 14 septembre 2020, en la personne de son ancien porte-parole Yoshihide Suga. Ce dernier prend ses fonctions de Premier ministre deux jours plus tard. 
La gestion très critiquée de la pandémie de Covid-19 par le gouvernement de Yoshihide Suga dans le contexte des Jeux olympiques d'été organisés à Tokyo du 23 juillet au 8 août 2021 conduit cependant à une chute très marquée de sa popularité. Devenu un poids pour le PLD, Suga renonce à pas se représenter à l'élection à la présidence du Parti prévue de longue date pour le 29 septembre 2021, ouvrant la voie à l'arrivée d'un nouveau chef du parti — et donc un nouveau Premier ministre — juste avant la campagne pour les élections législatives d'octobre 2021,,. L'élection interne est finalement remportée par Fumio Kishida. Le nouveau Premier ministre mène alors le PLD à la victoire aux législatives : malgré un léger recul de la formation en termes de sièges, celui ci conserve la majorité absolue, confortée par son allié, le Kōmeitō. L'opposition échoue à l'emporter malgré l'union de plusieurs partis en liste commune, tandis que le scrutin voit la montée du Parti japonais de l'innovation, arrivé troisième.
Malgré le maintien au pouvoir du PLD, la perte de plusieurs dizaines de sièges lors du scrutin est perçue comme un avertissement pour Kishida, dont la faible popularité aurait participé avec les mesures anti-Covid au recul de sa formation politique.

### Assassinat de Shinzō Abe
Le 8 juillet 2022, à l'avant-veille du scrutin, l'ancien Premier ministre Shinzō Abe est assassiné par balles lors d'un meeting à Nara. Abe, même après avoir quitté la tête du gouvernement, était resté l'une des personnalités politiques les plus influentes du pays.
Ce meurtre, bien que n'étant pas dû à des motifs politiques selon les dires de son auteur, provoque une profonde onde de choc au Japon, où la violence par armes et à plus forte raison politique est extrêmement rare.

## Système électoral

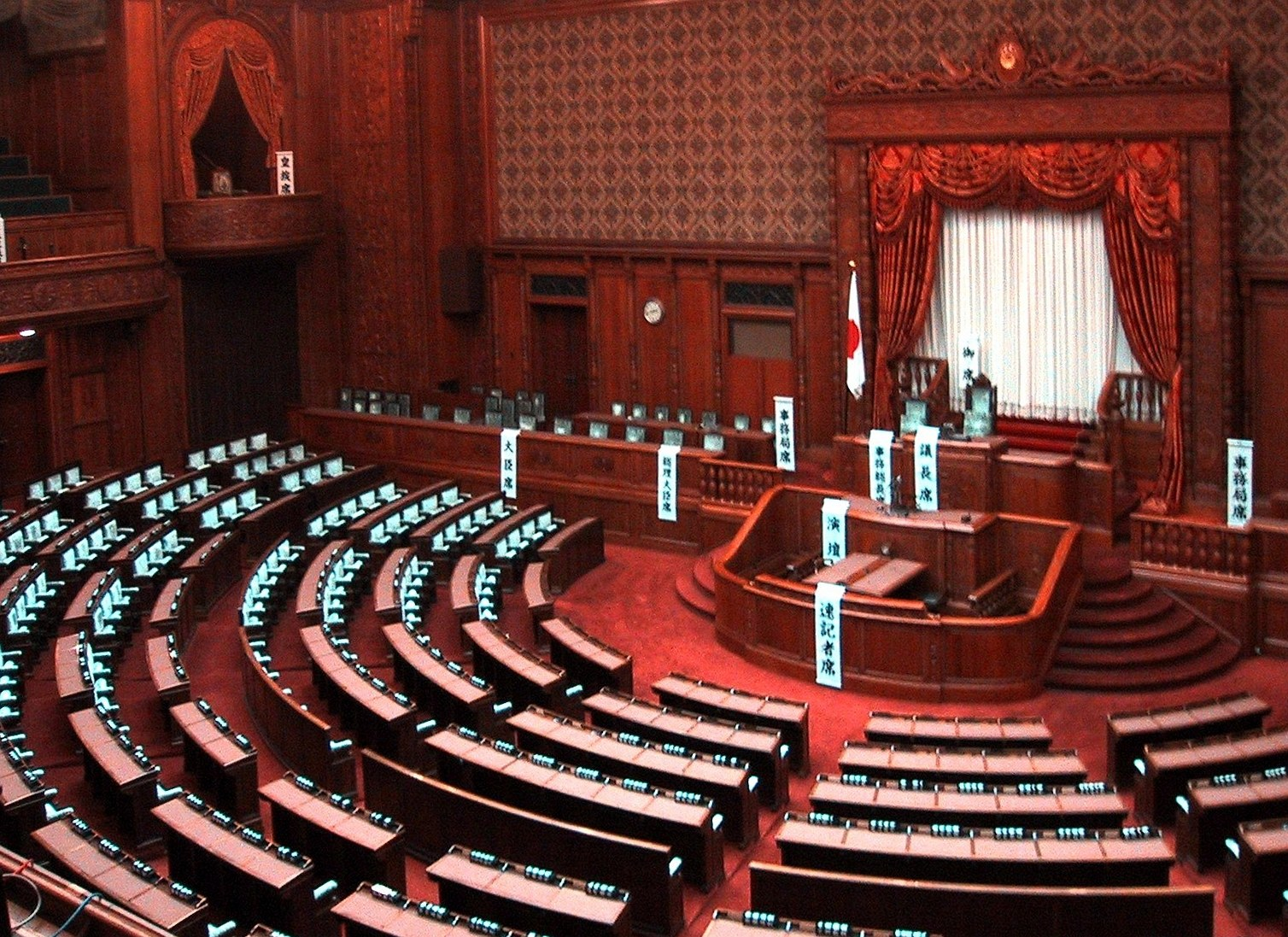
Intérieur de la Chambre

Le Japon est doté d'un parlement bicaméral appelé Diète dont la Chambre des conseillers est la chambre haute. 
Celle-ci se compose de 248 sièges renouvelés par moitié tous les trois ans, pour des mandats de six ans. Ce total était de 242 avant un amendement de la loi électorale voté en juillet 2018, qui échelonne une augmentation progressive à 248 sièges. Les renouvellements de 2019 et de 2022 se voient chacun attribuer trois sièges supplémentaires à pourvoir, soit 124 en tout. La Chambre de 2019 a ainsi été exceptionnellement composée d'un total de 245 sièges jusqu'aux élections suivantes, celles de 2022 devant achever la transition.
Les 124 sièges sont par ailleurs pourvus selon un système de scrutin parallèle. 74 sièges le sont à la majorité simple, dont 33 sièges au scrutin uninominal majoritaire à un tour dans autant de circonscriptions électorales, et 41 au vote unique non transférable dans treize circonscriptions de deux à cinq sièges chacune. Les circonscriptions utilisées correspondent aux préfecture du pays, à l'exception de deux regroupements de deux préfectures chacun, créés en 2015.
Enfin, les 50 sièges restant sont pourvus au scrutin proportionnel plurinominal de liste dans une unique circonscription nationale, répartis selon la méthode d'Hondt. Les électeurs ont la possibilité d'effectuer un vote préférentiel pour l'un des candidats de la liste pour laquelle ils votent, afin de faire monter sa place dans celle-ci.

## Forces en présences
| Parti | Parti                           | Idéologie | Chef de file     | Résultats en 2019           |
| ----- | ------------------------------- | --- | ---------------- | --------------------------- |
|       | Parti libéral-démocrate         | Centre droit à droite National-conservatisme, nationalisme japonais, libéralisme économique, conservatisme sociétal | Fumio Kishida    | 37,37 % des voix 113 sièges |
|       | Parti démocrate constitutionnel | Centre gauche Social-libéralisme, pacifisme, démocratie directe                                                     | Kenta Izumi      | 15,81 % des voix 32 sièges  |
|       | Kōmeitō                         | Centre et centre droit Conservatisme, bouddhisme                                                                    | Natsuo Yamaguchi | 13,05 % des voix 28 sièges  |
|       | Parti japonais de l'innovation  | Centre droit à droite Conservatisme, nationalisme japonais, libéralisme économique, néolibéralisme                  | Ichirō Matsui    | 9,80 % des voix 16 sièges   |
|       | Parti communiste                | Gauche Socialisme démocratique, communisme, socialisme scientifique, pacifisme                                      | Kazuo Shii       | 8,95 % des voix 13 sièges   |
|       | Parti démocrate du peuple       | Centre droit Social-libéralisme, réformisme, pacifisme, souverainisme                                               | Yūichirō Tamaki  | 6,95 % des voix 21 sièges   |

## Résultats
|                           |                                                     |                 |                 |                 |                  |                  |                  |             |             |        |             |               |  |  |  |  |  |  |  |
| Partis                    | Partis                                              | Proportionnelle | Proportionnelle | Proportionnelle | Circonscriptions | Circonscriptions | Circonscriptions | Sièges      | Sièges      | Sièges | Sièges      | Sièges        |  |  |  |  |  |  |  |
| Partis                    | Partis                                              | Voix            | %               | Sièges          | Voix             | %                | Sièges           | Total avant | Pas en lice | Élus   | Total après | +/-           |  |  |  |  |  |  |  |
|                           | Parti libéral-démocrate                             | 18 256 245      | 34,43           | 18              | 20 603 298       | 38,74            | 45               | 113         | 57          | 63     | 119         | 6             |  |  |  |  |  |  |  |
|                           | Parti japonais de l'innovation                      | 7 845 995       | 14,80           | 8               | 5 533 657        | 10,41            | 4                | 16          | 10          | 12     | 21          | 5             |  |  |  |  |  |  |  |
|                           | Parti démocrate constitutionnel                     | 6 771 914       | 12,77           | 7               | 8 154 330        | 15,33            | 10               | 32          | 17          | 17     | 39          | 7             |  |  |  |  |  |  |  |
|                           | Kōmeitō                                             | 6 181 432       | 11,66           | 6               | 3 600 490        | 6,77             | 7                | 28          | 14          | 13     | 27          | 1             |  |  |  |  |  |  |  |
|                           | Parti communiste japonais                           | 3 618 343       | 6,82            | 3               | 3 636 534        | 6,84             | 1                | 13          | 7           | 4      | 11          | 2             |  |  |  |  |  |  |  |
|                           | Parti démocrate du peuple                           | 3 159 657       | 5,96            | 3               | 2 038 655        | 3,83             | 2                | 21          | 6           | 5      | 10          | 11            |  |  |  |  |  |  |  |
|                           | Reiwa Shinsengumi                                   | 2 319 157       | 4,37            | 2               | 989 716          | 1,86             | 1                | 2           | 2           | 3      | 5           | 3             |  |  |  |  |  |  |  |
|                           | Sanseitō                                            | 1 768 385       | 3,33            | 1               | 2 018 215        | 3,80             | 0                | 0           | 0           | 1      | 1           | 1             |  |  |  |  |  |  |  |
|                           | Parti social-démocrate                              | 1 258 502       | 2,37            | 1               | 178 911          | 0,34             | 0                | 2           | 1           | 1      | 1           | 1             |  |  |  |  |  |  |  |
|                           | Parti pour la protection des Japonais contre la NHK | 1 253 872       | 2,36            | 1               | 1 106 508        | 2,08             | 0                | 1           | 1           | 1      | 2           | 1             |  |  |  |  |  |  |  |
|                           | Parti Burdock                                       | 193 724         | 0,37            | 0               |                  |                  |                  | 0           | 0           | 0      | 0           | Nv            |  |  |  |  |  |  |  |
|                           | Parti de la réalisation du bonheur                  | 148 020         | 0,28            | 0               | 134 718          | 0,25             | 0                | 0           | 0           | 0      | 0           | en stagnation |  |  |  |  |  |  |  |
|                           | Autres partis                                       | 252 014         | 0,47            | 0               | 899 620          | 1,69             | 0                | 0           | 0           | 0      | 0           | en stagnation |  |  |  |  |  |  |  |
|                           | Indépendants                                        |                 |                 |                 | 4 285 360        | 8,06             | 5                | 17          | 9           | 5      | 12          | 5             |  |  |  |  |  |  |  |
|                           |                                                     |                 |                 |                 |                  |                  |                  |             |             |        |             |               |  |  |  |  |  |  |  |
| Suffrages exprimés        | Suffrages exprimés                                  | 53 027 260      | 97,02           |                 | 53 180 012       | 97,29            |                  |             |             |        |             |               |  |  |  |  |  |  |  |
| Votes blancs et invalides | Votes blancs et invalides                           | 1 626 202       | 2,98            | 1 479 020       | 2,71             |                  |                  |             |             |        |             |               |  |  |  |  |  |  |  |
| Total                     | Total                                               | 54 653 462      | 100             | 50              | 54 659 032       | 100              | 74               | 245         | 121         | 124    | 248         | 3             |  |  |  |  |  |  |  |
| Abstentions               | Abstentions                                         | 50 365 741      | 47,96           |                 | 50 360 171       | 47,95            |                  |             |             |        |             |               |  |  |  |  |  |  |  |
| Inscrits / participation  | Inscrits / participation                            | 105 019 203     | 52,04           | 105 019 203     | 52,05            |                  |                  |             |             |        |             |               |  |  |  |  |  |  |  |